# داکادا (ویسکانسین)
داکادا (به انگلیسی: Dacada) یک منطقهٔ مسکونی در ایالات متحده آمریکا است که در ویسکانسین واقع شده‌است. داکادا ۲۵۳٫۹ متر بالاتر از سطح دریا واقع شده‌است.